# Leichtathletik-Weltmeisterschaften 2013/10.000 m der Frauen

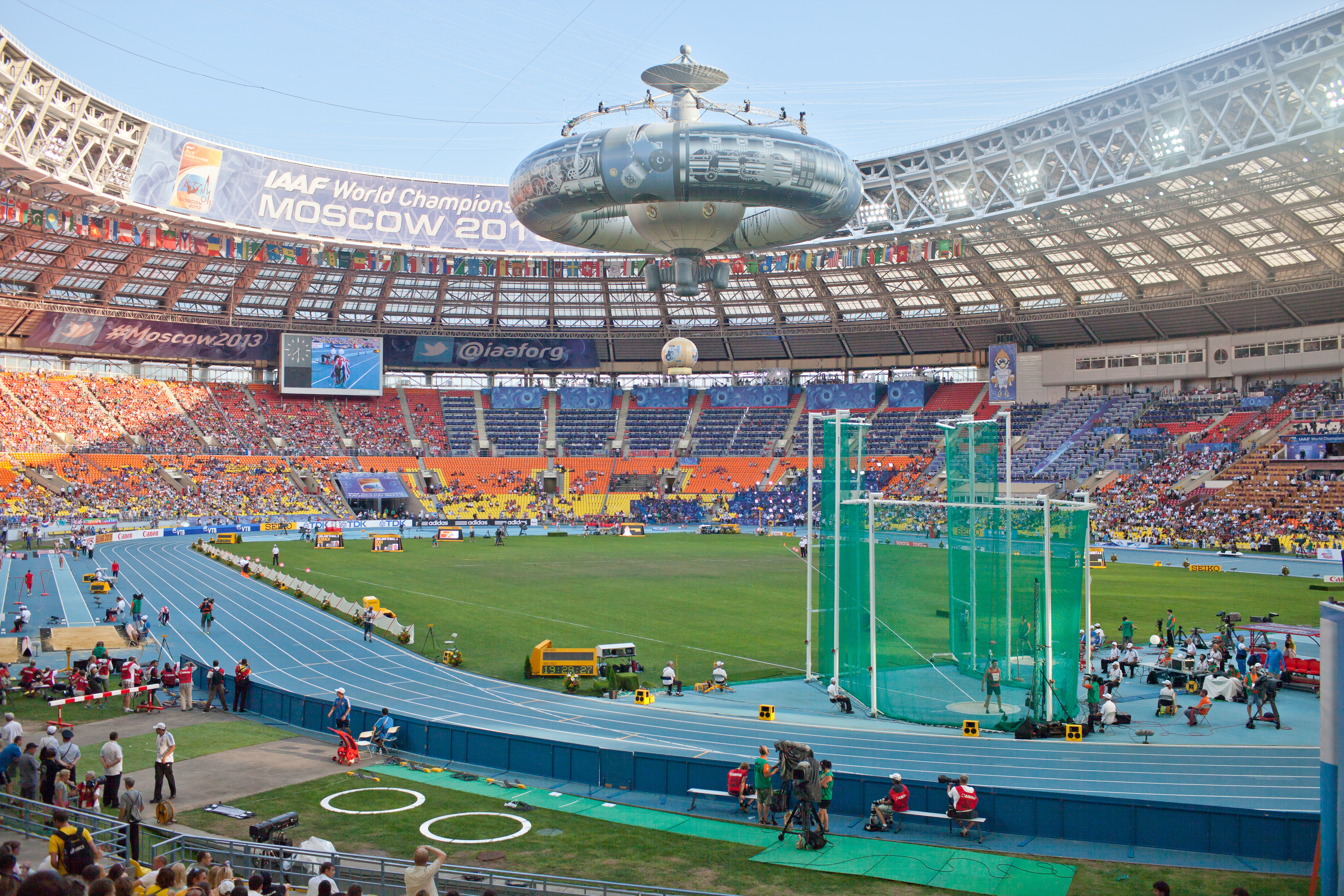
Das Olympiastadion Luschniki während der Weltmeisterschaften

Der 10.000-Meter-Lauf der Frauen bei den Leichtathletik-Weltmeisterschaften 2013 fand am 11. August 2013 um 21:05 Uhr Ortszeit (18:05 Uhr MESZ) im Olympiastadion Luschniki der russischen Hauptstadt Moskau statt.
In diesem Wettbewerb errangen die äthiopischen Langstreckenläuferinnen mit Gold und Bronze zwei Medaillen.

Es siegte die auf dieser Strecke zweifache Olympiasiegerin (2008/2012) und zweifache Weltmeisterin (2005/2007) Tirunesh Dibaba. Sie hatte außerdem über 5000 Meter 2008 Olympiagold, zweimal Olympiabronze (2004/2012) und zweimal WM-Gold (2003/2005) gewonnen.

Auf den zweiten Platz kam die zweifache Afrikameisterin von 2012 (5000-/10.000 Meter) Gladys Cherono aus Kenia.

Bronze ging an Belaynesh Oljira.

## Bestehende Rekorde
| Weltrekord | 29:31,78 min | Wang Junxia   | Peking, Volksrepublik China  | 8. September 1993 |
| WM-Rekord  | 30:04,18 min | Berhane Adere | WM 2003 in Paris, Frankreich | 23. August 2003   |

Der bestehende WM-Rekord wurde bei diesen Weltmeisterschaften nicht eingestellt und nicht verbessert.
Es gab einen Landesrekord:

32:57,02 min – Juliet Chekwel, Uganda

## Durchführung
Wie bei den Weltmeisterschaften schon seit vielen Jahren üblich, wurden keine Vorläufe in diesem Wettbewerb angesetzt, alle neunzehn Läuferinnen traten gemeinsam zum Finale an.

## Ergebnis

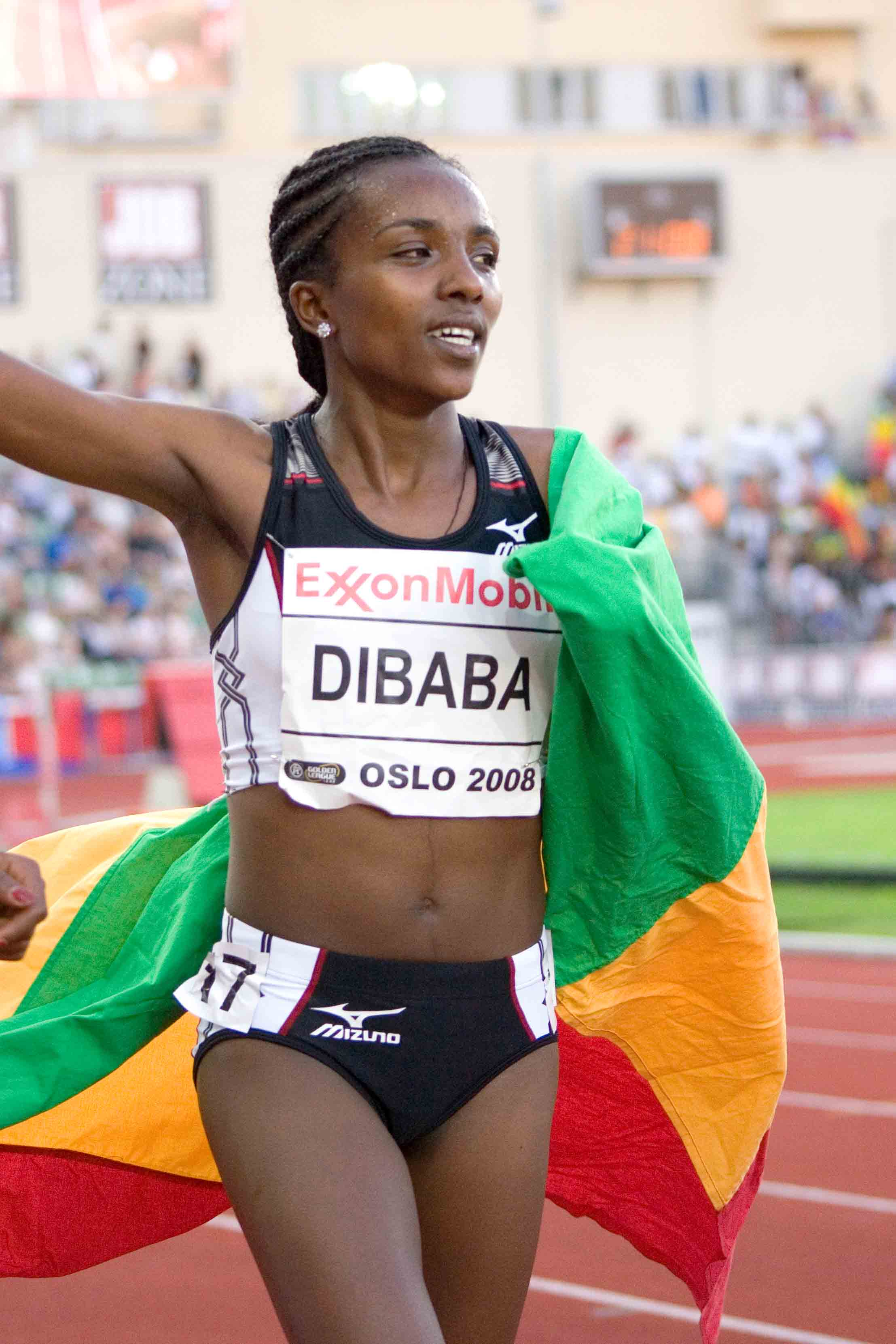
Dritter WM-Titel nach (2005/2007) für die zweifache Olympiasiegerin (2008/2012) Tirunesh Dibaba

11. August 2013, 21:05 Uhr Ortszeit (18:05 Uhr MESZ)
| Platz | Athlet                 | Land        | Zeit (min)  |
| ----- | ---------------------- | ----------- | ----------- |
|       | Tirunesh Dibaba        | Äthiopien   | 30:43,35    |
|       | Gladys Cherono         | Kenia       | 30:45,17    |
|       | Belaynesh Oljira       | Äthiopien   | 30:46,98    |
| 04    | Emily Chebet Muge      | Kenia       | 30:47,02 PB |
| 05    | Hitomi Niiya           | Japan       | 30:56,70 PB |
| 06    | Shitaye Eshete         | Bahrain     | 31:13,79 SB |
| 07    | Selly Chepyego Kaptich | Kenia       | 31:22,11 PB |
| 08    | Shalane Flanagan       | USA         | 31:34,83    |
| 09    | Ababel Yeshaneh        | Äthiopien   | 32:02,09    |
| 10    | Christelle Daunay      | Frankreich  | 32:04,44 SB |
| 11    | Marisol Romero         | Mexiko      | 32:16,36    |
| 12    | Jordan Hasay           | USA         | 32:17,93    |
| 13    | Ana Dulce Félix        | Portugal    | 32:36,73    |
| 14    | Amy Hastings           | USA         | 32:51,19    |
| 15    | Karolina Jarzyńska     | Polen       | 32:54,15    |
| 16    | Juliet Chekwel         | Uganda      | 32:57,02 NR |
| 17    | Gulszat Fazlitdinowa   | Russland    | 33:31,49    |
| DNF   | Sabrina Mockenhaupt    | Deutschland |             |
| DNF   | Lara Tamsett           | Australien  |             |

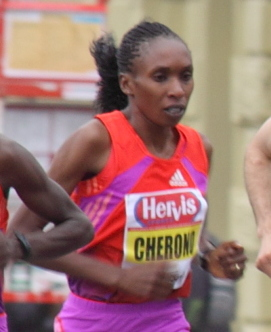
Vizeweltmeisterin wurde die zweifache Afrikameisterin von 2012 (5000-/10.000 Meter) Gladys Cherono
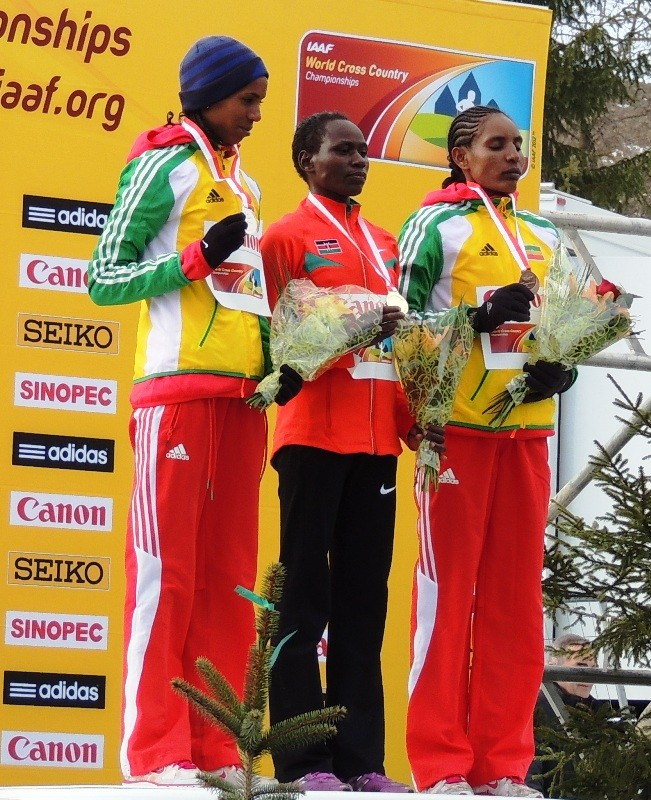
Emily Chebet Muge (Mitte, bei der Siegerehrung der Crosslauf-Weltmeisterschaften 2013) belegte Rang vier

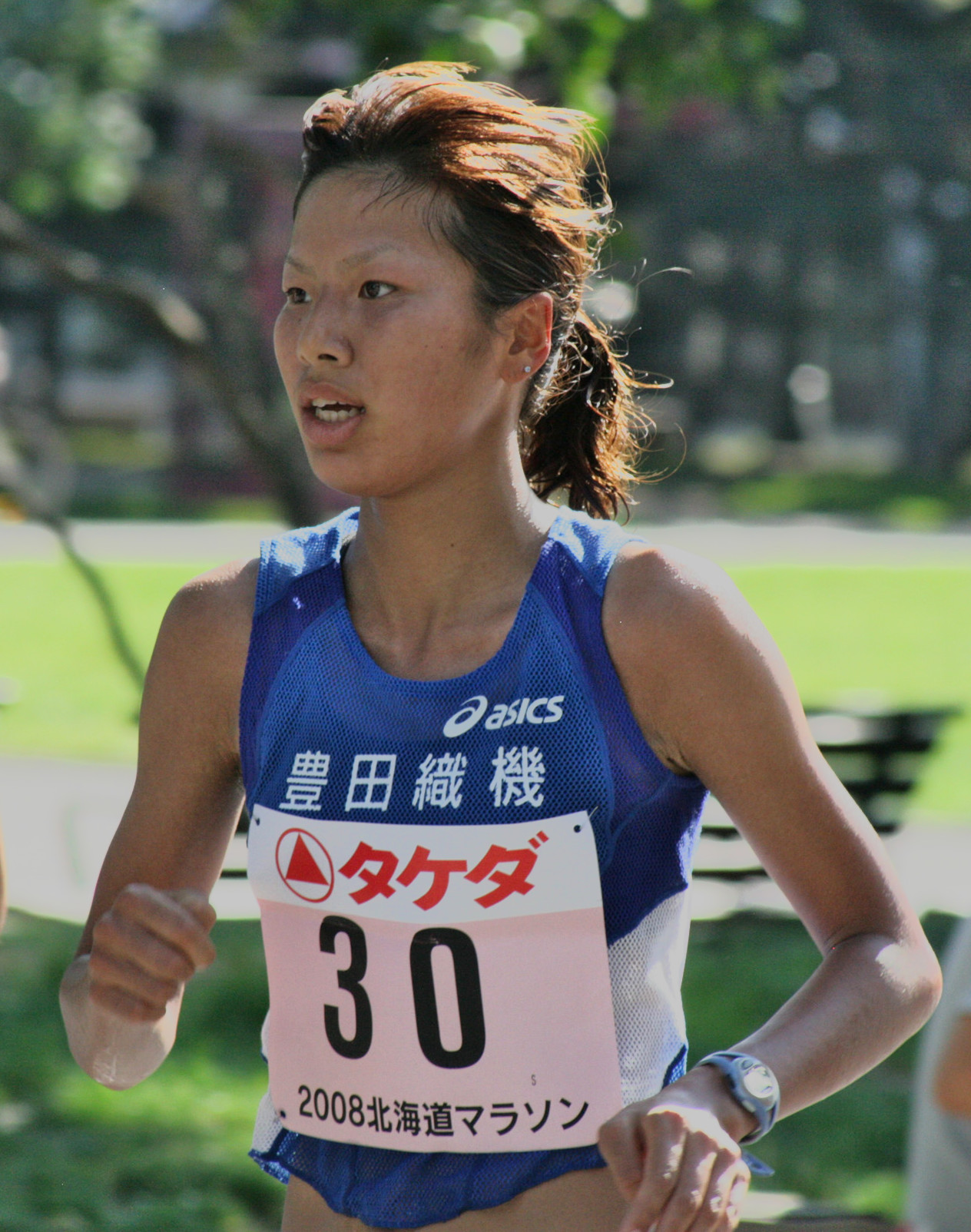
Hitomi Niiy kam auf den fünften Platz
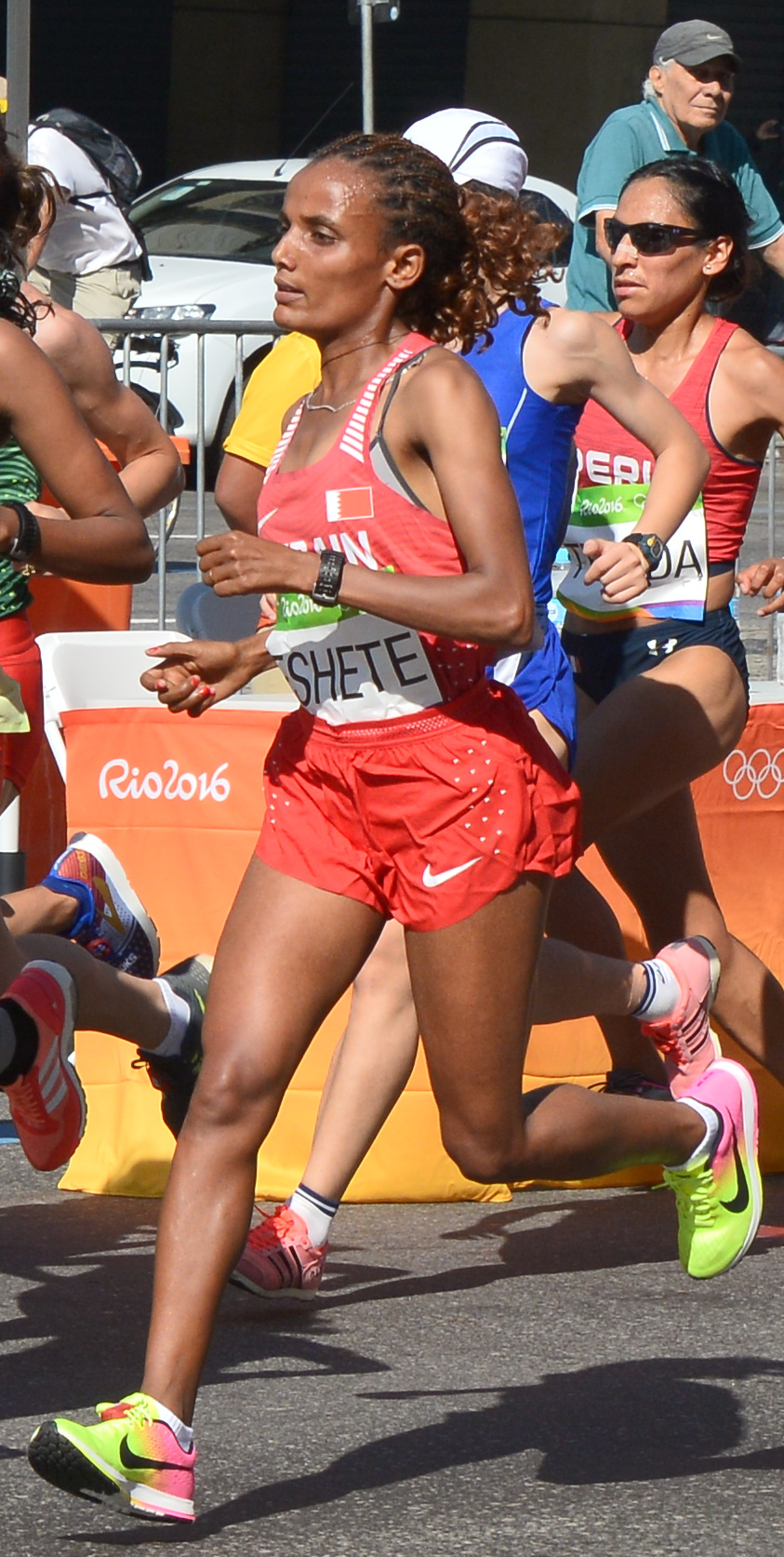
Rang sechs für Shitaye Eshete
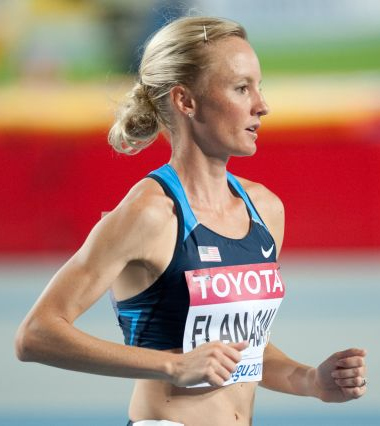
Shalane Flanagan erreichte Platz acht
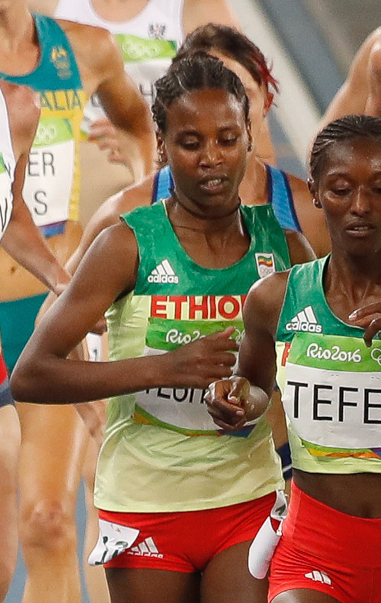
Ababel Yeshaneh (hier bei den Olympischen Spielen 2016 an zweiter Stelle) wurde Neunte
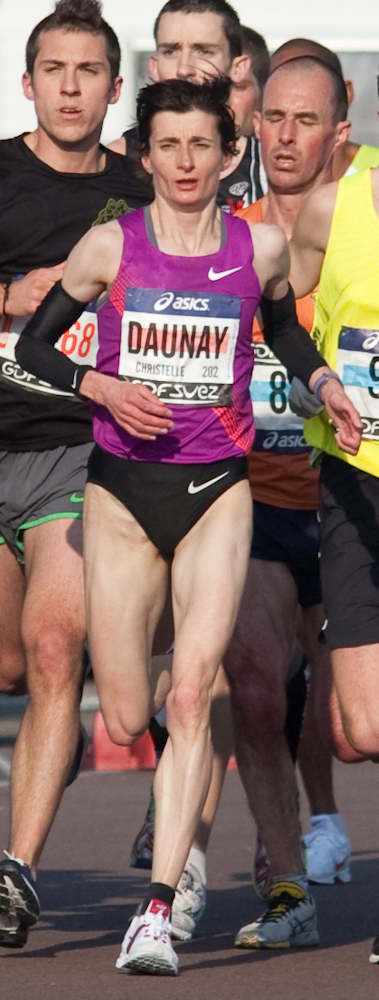
Die zehntplatzierte Christelle Daunay
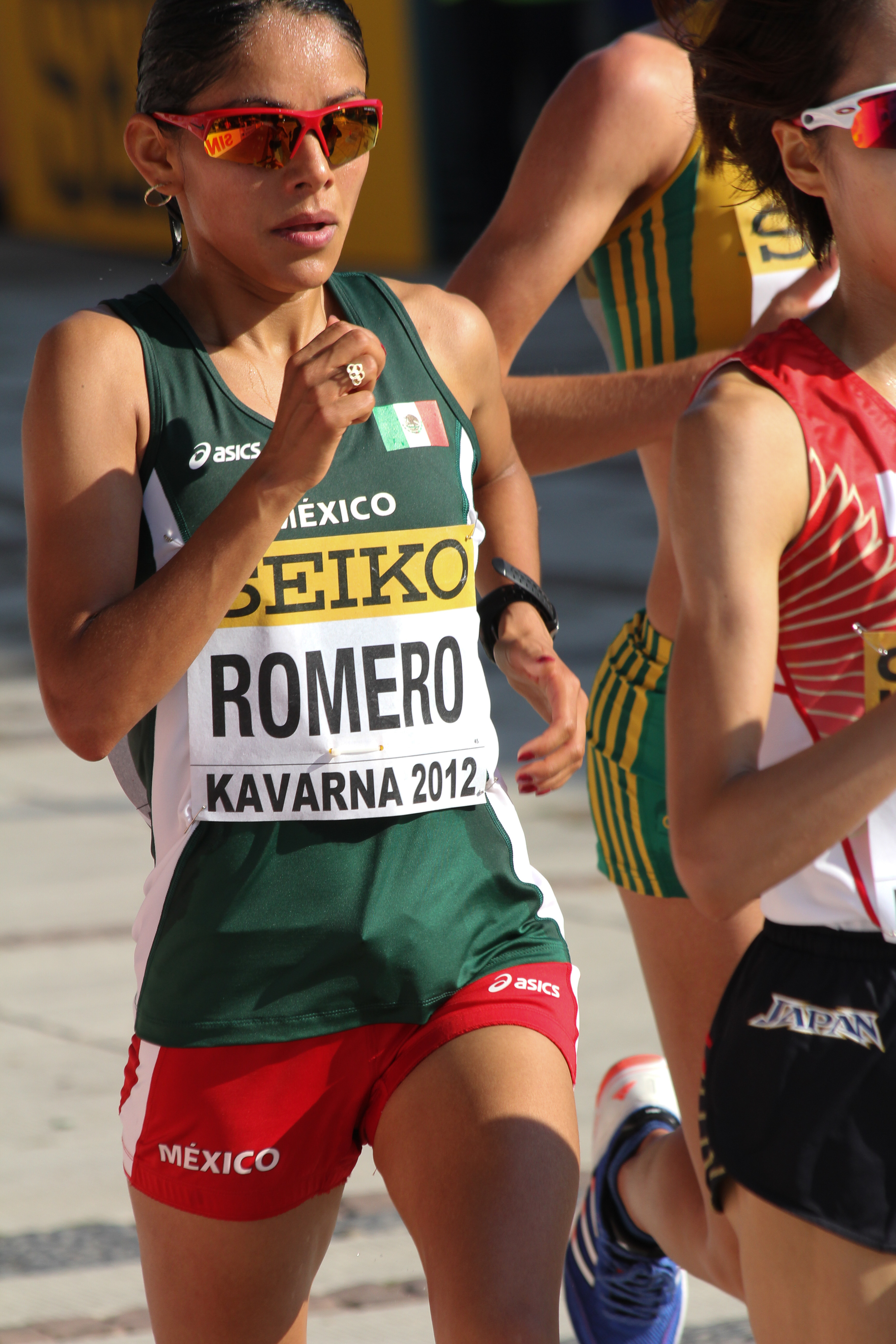
Marisol Romero – Rang elf
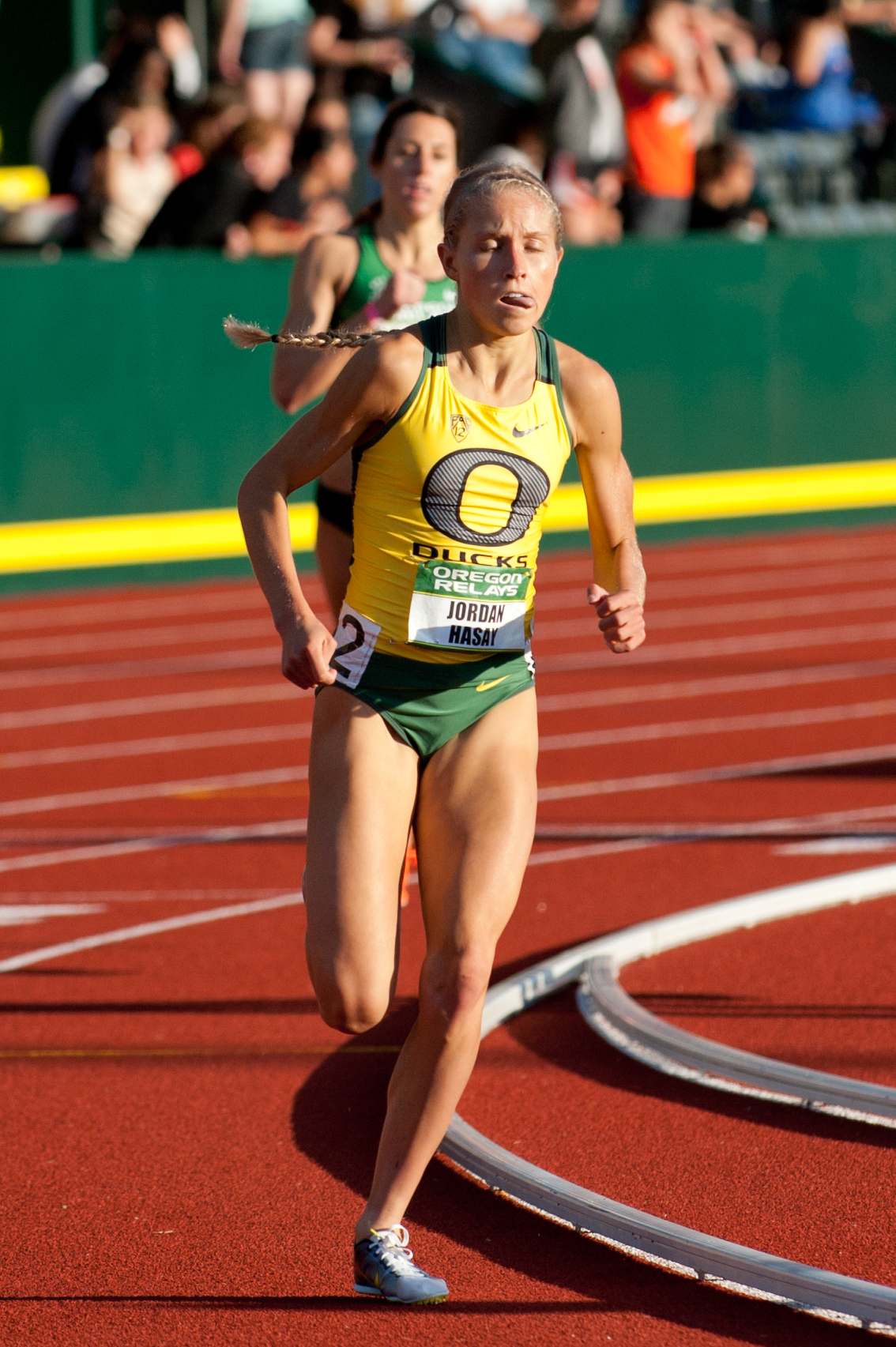
Jordan Hasay – Rang zwölf

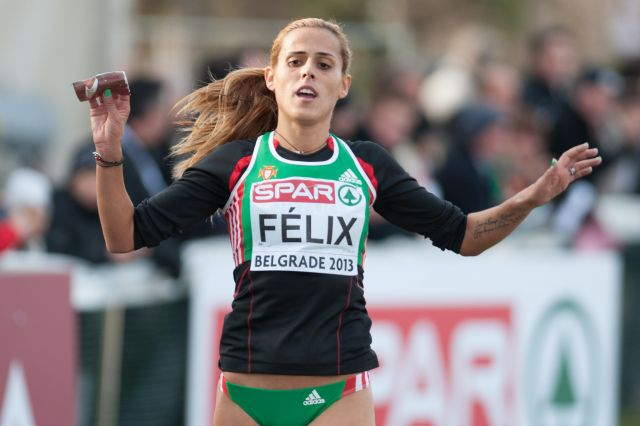
Ana Dulce Félix – Rang dreizehn
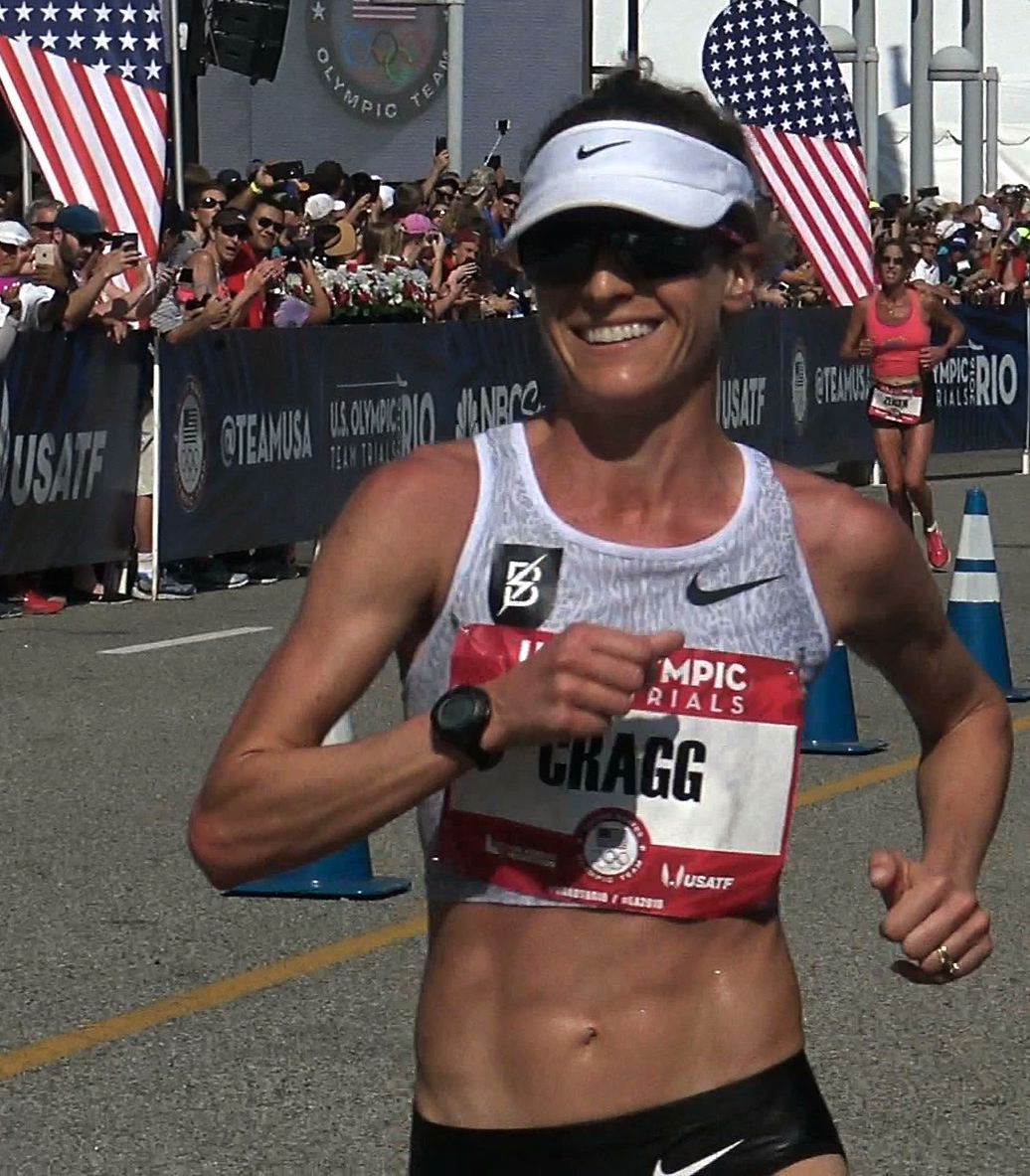
Amy Hastings, spätere Amy Cragg – Rang vierzehn
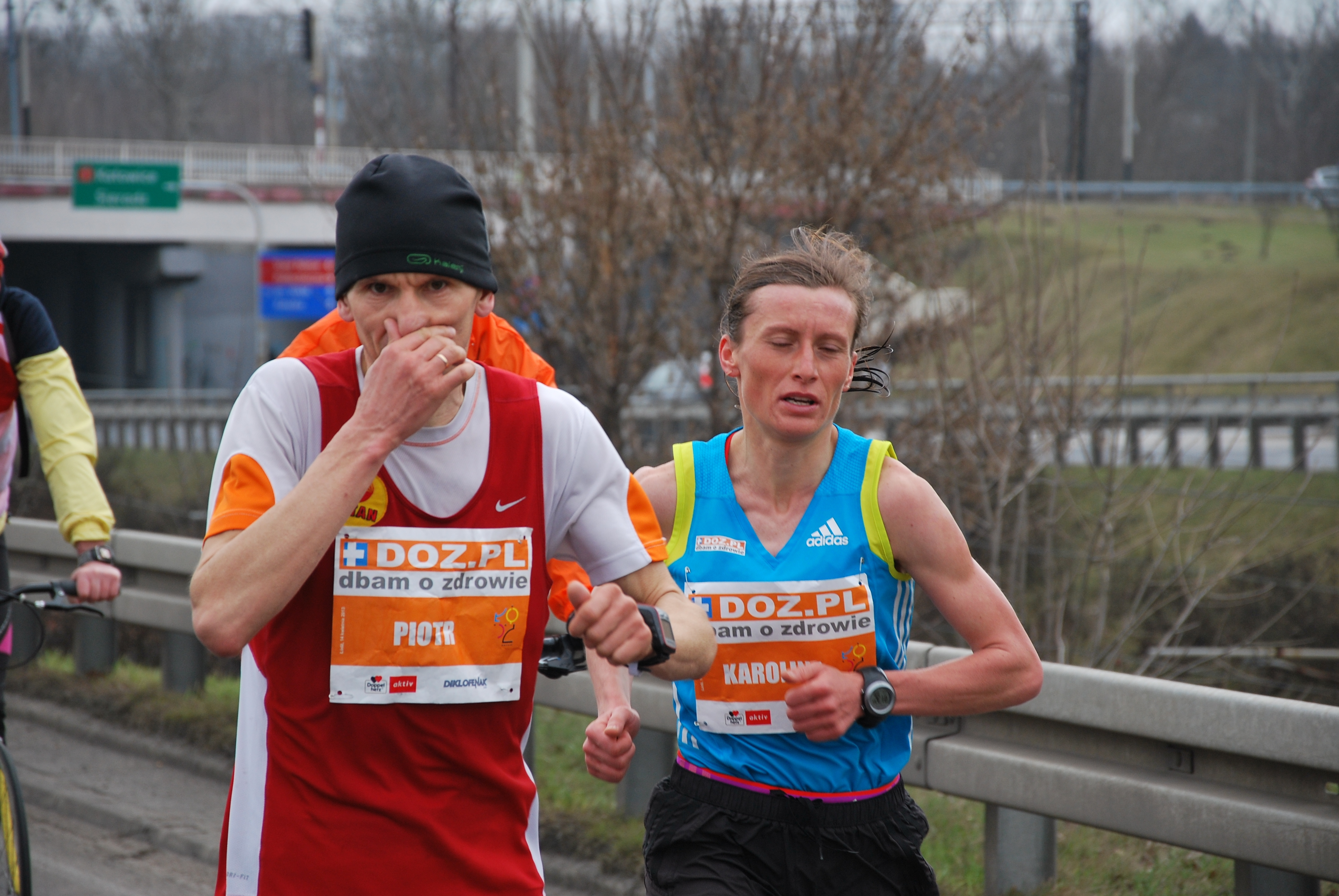
Karolina Jarzyńska – Rang fünfzehn
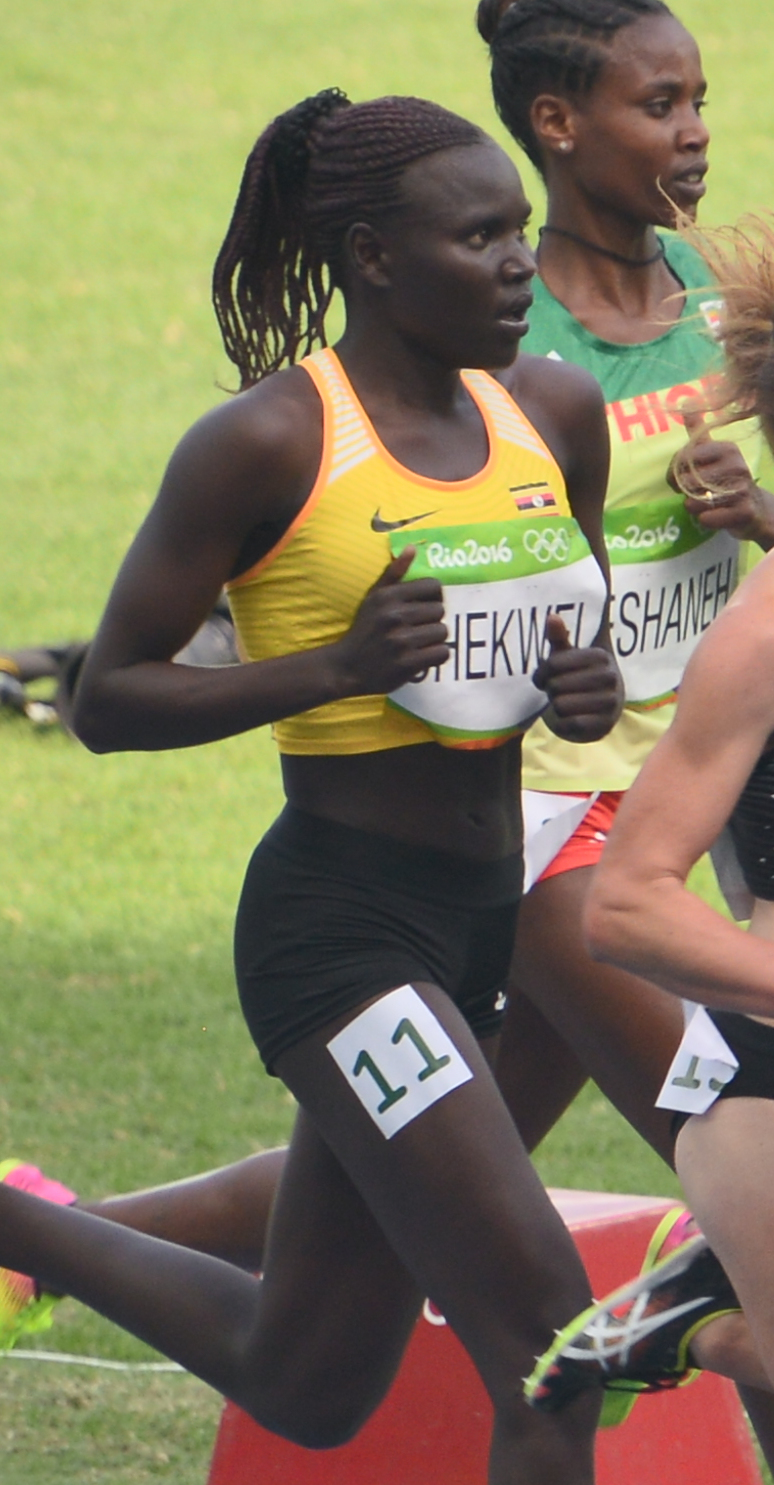
Juliet Chekwel (gelbes Trikot) – Rang sechzehn
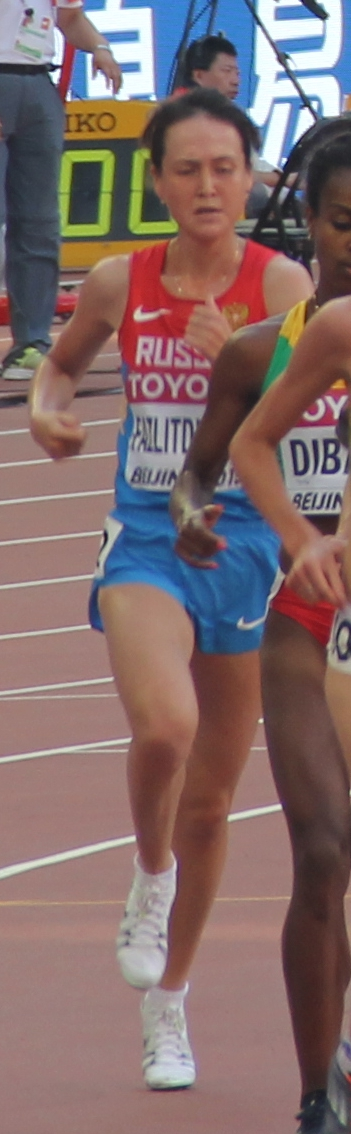
Gulszat Fazlitdinowa – Rang siebzehn
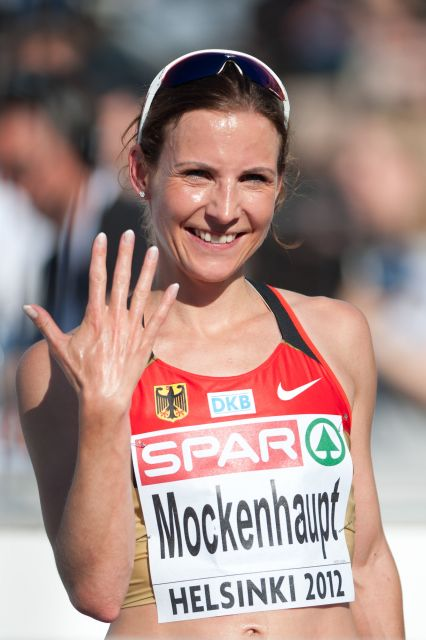
Sabrina Mockenhaupt – nicht im Ziel
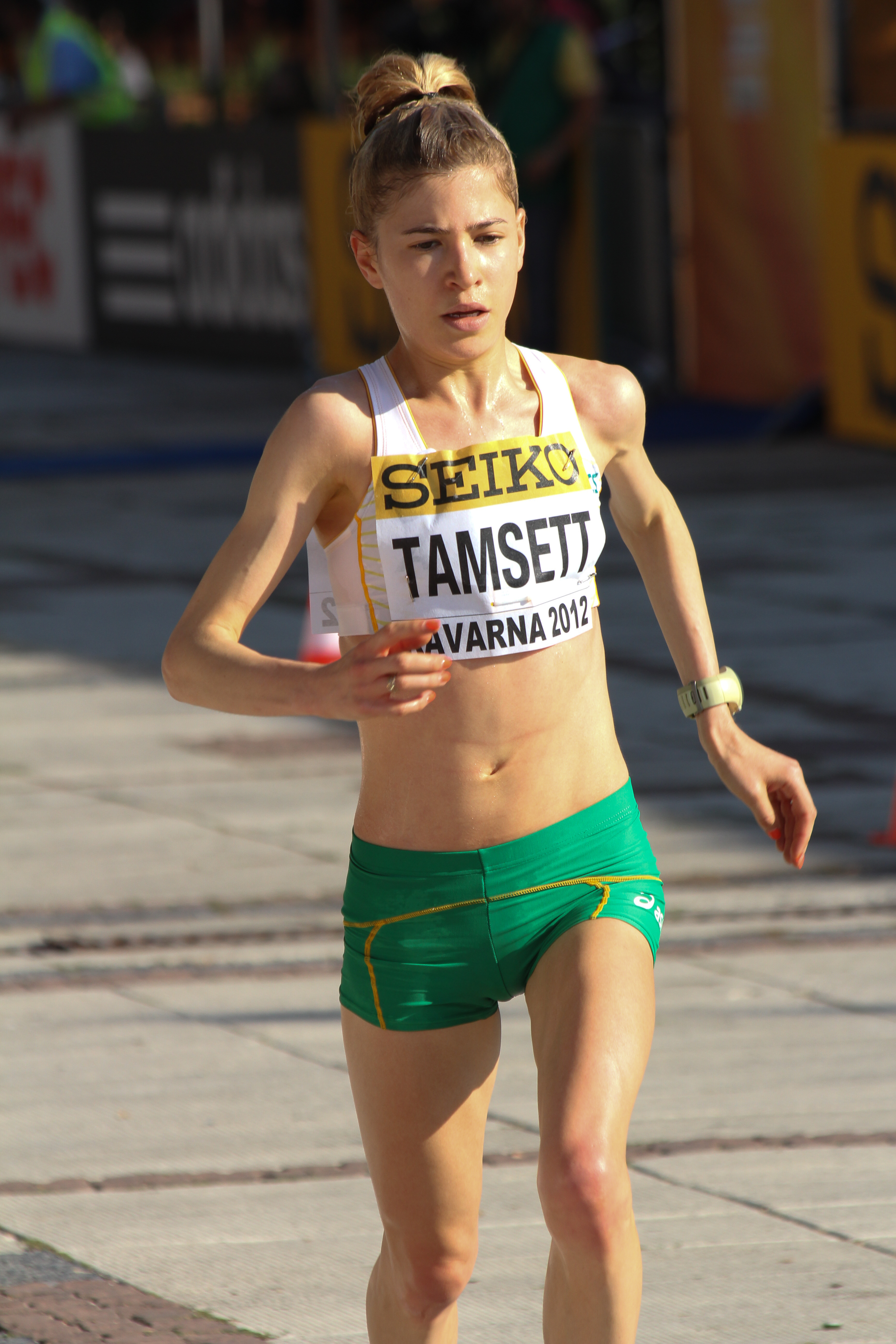
Lara Tamsett – nicht im Ziel

## Video
- Women 10000 Metres FINAL 2013 IAAF World Athletics Championships Moscow TVE, youtube.com, abgerufen am 2. Februar 2021